# مارشال راوش
مارشال راوش (بالإنجليزية: Marshall Rauch)‏ هو سياسي أمريكي، ولد في 2 فبراير 1923 في نيويورك في الولايات المتحدة. حزبياً، نشط في الحزب الديمقراطي. وقد انتخب عضو مجلس ولاية كارولاينا الشمالية.